# コール オブ デューティシリーズ
『コール オブ デューティ』シリーズ（英語: Call of Duty）は、ミリタリーをテーマにしたアメリカ合衆国のファーストパーソン・シューティングゲーム。およびそれを原作としたメディアミックス作品。略称は「CoD」、または「COD」など。
| 2003 | コール オブ デューティー                                                |
| 2004 | コール オブ デューティー：ユナイテッド オフェンシブ                     |
| 2004 | Call of Duty（N-Gage）                                                  |
| 2004 | コール オブ デューティ ファイネストアワー                               |
| 2004 | Call of Duty（J2ME）                                                    |
| 2005 | コール オブ デューティー 2                                              |
| 2005 | Call of Duty 2 Big Red One                                              |
| 2006 | コール オブ デューティ 3                                                |
| 2006 | Call of Duty 2（J2ME）                                                  |
| 2006 | Call of Duty 3（J2ME）                                                  |
| 2007 | Call of Duty: Roads to Victory                                          |
| 2007 | コール オブ デューティ4 モダン・ウォーフェア                            |
| 2007 | コール オブ デューティ4 モダン・ウォーフェア（ニンテンドーDS）          |
| 2007 | Call of Duty 2 Pocket PC Edition                                        |
| 2007 | Call of Duty 4: Modern Warfare（J2ME）                                  |
| 2008 | Call of Duty: World at War                                              |
| 2008 | Call of Duty: World at War - Final Fronts                               |
| 2008 | Call of Duty: World at War（ニンテンドーDS）                            |
| 2008 | Call of Duty: World at War（J2ME）                                      |
| 2009 | コール オブ デューティ モダン・ウォーフェア2                            |
| 2009 | Call of Duty: Modern Warfare: Mobilized                                 |
| 2009 | Call of Duty: Modern Warfare – Reflex Edition                           |
| 2009 | Call of Duty: World at War – Zombies                                    |
| 2009 | Call of Duty: Classic                                                   |
| 2009 | Call of Duty: Modern Warfare 2: Force Recon                             |
| 2010 | コール オブ デューティ ブラックオプス                                   |
| 2010 | Call of Duty: Black Ops（ニンテンドーDS）                               |
| 2010 | Call of Duty: Black Ops Mobile                                          |
| 2011 | コール オブ デューティ モダン・ウォーフェア3                            |
| 2011 | Call of Duty: Modern Warfare 3 – Defiance                               |
| 2011 | Call of Duty: Black Ops – Zombies                                       |
| 2012 | 使命召唤Online                                                          |
| 2012 | コール オブ デューティ ブラックオプスII                                 |
| 2012 | コール オブ デューティ ブラックオプス ディクラシファイド                |
| 2013 | Call of Duty: Strike Team                                               |
| 2013 | コール オブ デューティ ゴースト                                         |
| 2013 | Call of Duty: Heroes                                                    |
| 2014 | コール オブ デューティ アドバンスド・ウォーフェア                       |
| 2015 | コール オブ デューティ ブラックオプスIII                                |
| 2016 | コール オブ デューティ インフィニット・ウォーフェア                     |
| 2016 | コール オブ デューティ モダン・ウォーフェア リマスタード                |
| 2017 | コール オブ デューティ ワールドウォーII                                 |
| 2018 | コール オブ デューティ ブラックオプス 4                                 |
| 2019 | コール オブ デューティ モバイル                                         |
| 2019 | コール オブ デューティ モダン・ウォーフェア (2019年のゲーム)            |
| 2020 | コール オブ デューティ ウォーゾーン                                     |
| 2020 | コール オブ デューティ モダン・ウォーフェア 2 キャンペーン リマスタード |
| 2020 | コール オブ デューティ ブラックオプス コールドウォー                    |
| 2021 | コール オブ デューティ ヴァンガード                                     |
| 2022 | コール オブ デューティ モダン・ウォーフェアII (2022年のゲーム)          |
| 2022 | コール オブ デューティ ウォーゾーン (2022年のゲーム)                    |
| 2023 | コール オブ デューティ モダン・ウォーフェアIII (2023年のゲーム)         |
| 2024 | コール オブ デューティ ウォーゾーン モバイル                            |
| 2024 | Call of Duty: Black Ops 6                                               |
| 2025 | Call of Duty: Black Ops 7                                               |

## 日本語版の名称
アメリカでの発売元はアクティビジョンだが、日本語版は複数の発売元によってローカライズされているため、異なる名称が存在する。
「コール オブ デューティー」
『コール オブ デューティー』（2003年）、『コール オブ デューティー：ユナイテッド オフェンシブ』（2004年）、『コール オブ デューティー 2』（2006年）で使用された名称。
「コール オブ デューティ」
2005年以降の名称。なお、『コール オブ デューティ ファイネストアワー』のパッケージ裏には「理想を信じて呼びかけ（コール オブ デューティ）に応えた名もなき英雄たちの･･･」と記載されている。
「Call of Duty」
Xbox 360版『Call of Duty 2』（2006年）や『Call of Duty 2 Big Red One』（2006年）で使用された名称。また、『Call of Duty: Black Ops 6』（2024年）では「コール オブ デューティ」で併記された。

## 概要
2003年に最初の『CoD』が発売されて以来、新作は毎年登場している。本編のゲームは毎年秋頃に発売され、アメリカのInfinity Ward、Treyarch、Sledgehammer Gamesの3社が交互に開発を行うことで実現している。
CoDシリーズのほとんどの作品には副題が付けられており、Infinity Wardが開発する「モダン・ウォーフェア」シリーズと、Treyarchが開発する「ブラックオプス」シリーズが代表的である。「モダン・ウォーフェア」シリーズは完結後にリブートされ、リブート版の「モダン・ウォーフェア」シリーズも展開されている。
対応機種は多岐にわたり、2003年に『CoD』がWindowsおよびmacOSで発売された後、2004年に『CoD ファイネストアワー』がPlayStation 2、Xbox、ゲームキューブで発売された。次世代ゲーム機の分岐点としては、2005年の『CoD 2』および2006年の『CoD 3』からPlayStation 3、Xbox 360版が、2013年11月の『CoD ゴースト』からPlayStation 4、Xbox One版が、2020年11月13日の『CoD ブラックオプス コールドウォー』からPlayStation 5、Xbox Series X/S版が発売されている。
オンラインサービスはPlayStation 2、Wii、DS、Wii Uを除く全プラットフォームでいまだサービスが継続されている。PlayStation 2版は2016年、Wii/DS版は非公表で2023年ごろをもってサポートが終了した。Wii Uは任天堂側がニンテンドーネットワークでのオンラインプレイを打ち切ったことにより、全作品で2024年4月9日以降をもって打ち切られた。

## 本編のゲーム
| 番 | 発売日         | 名称                                                                                             | 対応機種                                                              | 主な開発元                        | 日本語版の発売元                                                                 | CE RO |
| -- | -------------- | ------------------------------------------------------------------------------------------------ | --------------------------------------------------------------------- | --------------------------------- | -------------------------------------------------------------------------------- | ----- |
| 1  | 2003年         | コール オブ デューティー Call of Duty                                                            | Windows、macOS、PlayStation 3、Xbox 360                               | Infinity Ward                     | メディアクエスト、ラッセル                                                       |       |
| 2  | 2006年         | コール オブ デューティー 2 Call of Duty 2                                                        | Windows、macOS、Xbox 360                                              | Infinity Ward                     | ラッセル、コナミデジタルエンタテインメント                                       | C     |
| 3  | 2007年         | コール オブ デューティ 3 Call of Duty 3                                                          | PlayStation 2、PlayStation 3、Wii、Xbox、Xbox 360                     | Treyarch                          | スパイク                                                                         | C     |
| 4  | 2007年         | コール オブ デューティ4 モダン・ウォーフェア Call of Duty 4: Modern Warfare                      | Windows、macOS、PlayStation 3、PlayStation 4、Wii、Xbox 360、Xbox One | Infinity Ward                     | アクティビジョン、スクウェア・エニックス                                         | C     |
| 5  | 日本未発売     | Call of Duty: World at War                                                                       | Windows、macOS、PlayStation 3、Wii、Xbox 360                          | Treyarch                          | －                                                                               | －    |
| 6  | 2009年         | コール オブ デューティ モダン・ウォーフェア2 Call of Duty: Modern Warfare 2                      | Windows、macOS、PlayStation 3、PlayStation 4、Xbox 360、Xbox One      | Infinity Ward                     | スクウェア・エニックス                                                           | D     |
| 7  | 2010年11月     | コール オブ デューティ ブラックオプス Call of Duty: Black Ops                                    | Windows、macOS、PlayStation 3、Wii、Xbox 360                          | Treyarch                          | スクウェア・エニックス                                                           | Z     |
| 8  | 2011年11月     | コール オブ デューティ モダン・ウォーフェア3 Call of Duty: Modern Warfare 3                      | Windows、macOS、PlayStation 3、Wii、Xbox 360                          | Infinity Ward、Sledgehammer Games | スクウェア・エニックス                                                           | Z     |
| 9  | 2012年11月     | コール オブ デューティ ブラックオプスII Call of Duty: Black Ops II                               | Windows、PlayStation 3、Wii U、Xbox 360                               | Treyarch                          | スクウェア・エニックス                                                           | Z     |
| 10 | 2013年11月     | コール オブ デューティ ゴースト Call of Duty: Ghosts                                             | Windows、PlayStation 3、PlayStation 4、Wii U、Xbox 360、Xbox One      | Infinity Ward                     | スクウェア・エニックス                                                           | D     |
| 11 | 2014年11月     | コール オブ デューティ アドバンスド・ウォーフェア Call of Duty: Advanced Warfare                 | Windows、PlayStation 3、PlayStation 4、Xbox 360、Xbox One             | Sledgehammer Games                | スクウェア・エニックス                                                           | Z     |
| 12 | 2015年11月6日  | コール オブ デューティ ブラックオプスIII Call of Duty: Black Ops III                             | Windows、macOS、PlayStation 3、PlayStation 4、Xbox 360、Xbox One      | Treyarch                          | アクティビジョン、ソニー・インタラクティブエンタテインメント、日本マイクロソフト | Z     |
| 13 | 2016年11月4日  | コール オブ デューティ インフィニット・ウォーフェア Call of Duty: Infinite Warfare               | Windows、PlayStation 4、Xbox One                                      | Infinity Ward                     | アクティビジョン、ソニー・インタラクティブエンタテインメント、日本マイクロソフト | Z     |
| 14 | 2017年11月3日  | コール オブ デューティ ワールドウォーII Call of Duty: WWII                                       | Windows、PlayStation 4、Xbox One                                      | Sledgehammer Games                | アクティビジョン、ソニー・インタラクティブエンタテインメント                     | Z     |
| 15 | 2018年10月12日 | コール オブ デューティ ブラックオプス 4 Call of Duty: Black Ops 4                                | Windows、PlayStation 4、Xbox One                                      | Treyarch                          | アクティビジョン、ソニー・インタラクティブエンタテインメント                     | Z     |
| 16 | 2019年10月25日 | コール オブ デューティ モダン・ウォーフェア (2019年のゲーム) Call of Duty: Modern Warfare        | Windows、PlayStation 4、Xbox One                                      | Infinity Ward                     | アクティビジョン、ソニー・インタラクティブエンタテインメント                     | D     |
| 17 | 2020年11月13日 | コール オブ デューティ ブラックオプス コールドウォー Call of Duty: Black Ops Cold War            | Windows、PlayStation 4、PlayStation 5、Xbox One、Xbox Series X/S      | Treyarch、Raven Software          | アクティビジョン、ソニー・インタラクティブエンタテインメント                     | Z     |
| 18 | 2021年11月5日  | コール オブ デューティ ヴァンガード Call of Duty: Vanguard                                       | Windows、PlayStation 4、PlayStation 5、Xbox One、Xbox Series X/S      | Sledgehammer Games                | アクティビジョン、ソニー・インタラクティブエンタテインメント                     | Z     |
| 19 | 2022年10月28日 | コール オブ デューティ モダン・ウォーフェアII (2022年のゲーム) Call of Duty: Modern Warfare II   | Windows、PlayStation 4、PlayStation 5、Xbox One、Xbox Series X/S      | Infinity Ward                     | アクティビジョン                                                                 | D     |
| 20 | 2023年11月10日 | コール オブ デューティ モダン・ウォーフェアIII (2023年のゲーム) Call of Duty: Modern Warfare III | Windows、PlayStation 4、PlayStation 5、Xbox One、Xbox Series X/S      | Sledgehammer Games                | アクティビジョン                                                                 | Z     |
| 21 | 2024年10月25日 | Call of Duty: Black Ops 6                                                                        | Windows、PlayStation 4、PlayStation 5、Xbox One、Xbox Series X/S      | Treyarch、Raven Software          | アクティビジョン、日本マイクロソフト                                             | Z     |
| 22 | 2025年11月14日 | Call of Duty: Black Ops 7                                                                        | Windows、PlayStation 4、PlayStation 5、Xbox One、Xbox Series X/S      | Treyarch、Raven Software          |                                                                                  |       |

### 第二次世界大戦のゲーム

#### コール オブ デューティー
Infinity Wardが開発し、メディアクエストから2003年12月18日にMicrosoft Windowsで発売。北アメリカではアクティビジョンから2003年10月29日にWindows、2004年5月10日にMac OS X、2009年12月2日にPlayStation 3、Xbox 360の移植版が発売された。一兵卒として投げ出される戦場の臨場感と状況の多彩さ、スクリプトによる映画的演出、そつのないマルチプレイヤーモード、MODフレンドリーな姿勢などが多くの支持を集め、シリーズの礎となった。Interactive Achievement Awardsと第1回英国アカデミー賞ゲーム部門でゲーム・オブ・ザ・イヤーを受賞し、全世界の販売本数は450万本に達した。DirectX関係の問題からファイネストアワー含めPlayStation 4/Xbox One以降でプレイできない。

##### コール オブ デューティー：ユナイテッド オフェンシブ
Gray Matter InteractiveとPi Studiosが開発し、メディアクエストから2004年10月9日に発売。北アメリカではアクティビジョンから2004年9月14日に発売された。本作はシナリオ拡張パックであり、プレイには『CoD』本体が必要。日本語版は前作同様アメリカ・イギリス・ソビエト兵となり、バルジの戦いやハスキー作戦などに身を投じる。新兵器や乗り物の追加、パーティクル表現の強化がなされた。

#### コール オブ デューティー 2
Infinity Wardが開発し、Windows用がラッセルから2006年3月24日に、Xbox 360用がコナミデジタルエンタテインメントから2006年6月15日に発売。北アメリカではアクティビジョンから2005年10月25日にWindows、同年11月15日にXbox 360、2006年6月13日にMac OS Xで発売された。スクリプト多用・演出重視というスタンスは引き継いでいるものの、前作にあった単独潜入ミッションは除かれ、一兵卒として戦場を体験できるというコンセプトがいっそう強化されている。DirectX9対応となり、グラフィックも大幅に進化した。全世界の販売本数は590万本に達した。

#### コール オブ デューティ 3
Treyarchが開発し、スパイクから2007年3月29日にXbox 360、同年6月14日でPlayStation 3で発売。北アメリカではアクティビジョンから2006年11月にPlayStation 2、PlayStation 3、Wii、Xbox、Xbox 360で発売された。WindowsとMac OSでは発売されず、家庭用ゲーム機の作品となった。これ以降、Wii用は海外版のみ発売。ソビエト編は登場せず、カナダ編とポーランド編が登場する。銃や対空機関砲、シャーマン戦車などの効果音は実際のものから録音された。プラットフォームが次世代機に移ったことでグラフィックがより一層強化され、ジョエル・ゴールドスミスの作曲によるフル・オーケストラとも相まって、戦争映画のような雰囲気を醸し出している。全世界の販売本数は720万本に達した。

#### コール オブ デューティ ワールドウォーII
2017年11月3日にWindows、PlayStation 4、Xbox Oneで発売された。舞台は『CoD アドバンスド・ウォーフェア』より続いていた近未来戦争から原点回帰し、『CoD: World at War』以来となる第二次世界大戦が描かれる。Sledgehammer Gamesが開発。

#### コール オブ デューティ ヴァンガード
Sledgehammer Gamesが開発し、2021年11月5日にWindows、PlayStation 4、PlayStation 5、Xbox One、Xbox Series X/Sで発売された。第二次世界大戦を舞台とし、キャンペーンモードでは国際的な特殊部隊を結成するというフィクションの物語が描かれる。『CoD ウォーゾーン』とのクロスプログレッションに対応している。

### モダン・ウォーフェアのシリーズ

#### コール オブ デューティ4 モダン・ウォーフェア
Infinity Wardが開発し、アクティビジョンから2007年12月27日にPlayStation 3・Xbox 360、2008年3月13日にDS、4月7日にWindowsアップグレード版、8月8日にWindows版が発売。北アメリカでは2007年11月5日にWindows・PlayStation 3・Xbox 360・DS、2008年9月26日にMac OS Xで発売された。なお、DS版は他の機種と内容やシナリオなどが異なる。
これまでの第二次世界大戦の作品とは異なり、フィクションの2010年を舞台にした現代戦（英語: modern warfare）をテーマにしている。キャンペーンモードでは、プレイヤーはSASやアメリカ海兵隊となり、内戦が勃発したロシアや超国家主義が台頭した中東の某国で戦闘を繰り広げる。スクリプトの多用による演出重視のコンセプトが継承されている。本作で登場したプライス大尉は、シリーズの人気キャラクターとなった。マルチプレイではクラス制や「パーク」と呼ばれる特殊能力を採用しており、クラス昇進に伴いアイテムがアンロックされる。本作は2007年で最も売れたゲームソフトであり、Interactive Achievement Awardsとゴールデンジョイスティックアワードでゲーム・オブ・ザ・イヤーを受賞した。全世界の販売本数は1570万本に達した。
『CoD モダン・ウォーフェア2』（2009年）と同日にWii移植版『Call of Duty: Modern Warfare: Reflex Edition』が発売された。開発元はTreyarch。日本未発売。

##### コール オブ デューティ モダン・ウォーフェア リマスタード
Windows、PlayStation 4、Xbox Oneでリリースされたシリーズ初の過去作リマスター版。『CoD4 モダン・ウォーフェア』（2007年）をリマスターした作品で、Infinity Wardの監修のもと、開発はRaven Softwareが行う。ゲームシステムはそのままに、グラフィック面などが現行機向けに大幅に強化される。マルチプレイヤーモードも搭載され、原作マップ10種が発売当初から実装、その後、12月に無料DLCとして残りの数マップが実装された。
ゲーム本体は『CoD インフィニット・ウォーフェア』のレガシー版、またはダウンロード特別版のみに付属し、単体での販売は予定されていないとされていたが、2017年7月28日に単体で発売した。

#### コール オブ デューティ モダン・ウォーフェア2
Infinity Wardが開発し、スクウェア・エニックスから2009年12月10日にWindows・PlayStation 3・Xbox 360で発売。北アメリカではアクティビジョンから2009年11月10日にWindows・PlayStation 3・Xbox 360、2014年5月20日にOS Xで発売された。舞台は前作の『CoD4 モダン・ウォーフェア』（2007年）に続き現代戦となる。キャンペーンモードは前作の5年後にあたる。一部の人物が引き続き登場し、SAS、第75レンジャー連隊、カナダ特殊作戦連隊などから集められた「タスクフォース141」が中心となる。全世界の販売本数は2270万本に達した。
日本語版は誤訳が多いなどローカライズ面で問題があったため、プレイヤーから批判が噴出した。また、本作のPC版ではSteamを経由したアクティベーションが求められるが、日本国内のIPアドレスからアクセスした場合、海外版のインストールができないという問題があった。

##### コール オブ デューティ モダン・ウォーフェア 2 キャンペーン リマスタード
Beenoxが開発し、2020年4月1日にWindows、PlayStation 4、Xbox Oneで発売された。『CoD モダン・ウォーフェア2』（2009年）のキャンペーンモードをリマスターした作品。2017年に単体で発売した『CoD モダン・ウォーフェア リマスタード』の続編。

#### コール オブ デューティ モダン・ウォーフェア3
Infinity WardとSledgehammer Gamesが開発し、スクウェア・エニックスから2011年11月18日に字幕版、12月22日に吹き替え版が発売。北アメリカではアクティビジョンから2011年11月8日に発売された。対応機種はWindows、macOS、PlayStation 3、Wii、Xbox 360。キャンペーンモードは前作『CoD モダン・ウォーフェア2』（2009年）の後日談であり、第三次世界大戦が舞台となる。全世界の販売本数は2650万本に達した。

### モダン・ウォーフェア（リブート版）のシリーズ

#### コール オブ デューティ モダン・ウォーフェア (2019年のゲーム)
Infinity Wardが開発し、2019年10月25日にWindows、PlayStation 4、Xbox Oneで発売された。「モダン・ウォーフェア」シリーズのリブート作品である。2019年の現代戦が題材であり、キャンペーンモードでは架空の中東国家ウルジクスタンを始めとする各国が舞台となる。初めて全プラットフォーム版でゲームデータが100GBを突破した最初の作品である。また、クロスセーブや後継作品へのデータの一部持ち越しが可能になった最初の作品である。前年の『CoD ブラックオプス 4』で無くなったキャンペーン（ストーリー）モードが復活する。キャンペーンではモダン・ウォーフェアシリーズ三部作の主要キャラクタープライス大尉も登場するが、作品の世界がリセットされており、旧作のプライスとは同一人物ではない。また、この作品からバトルロイヤルモード『CoD ウォーゾーン』が実装され、人気を博している。武器のカスタムが「ガンスミス」となり、前年に比べ大幅なカスタマイズが可能となった。
この作品からクロスプレイ、クロスプログレッション（キャンペーン・COOPのセーブデータ除く）が実装された。全世界の販売本数は4100万本に達した。

#### コール オブ デューティ モダン・ウォーフェアII (2022年のゲーム)
Infinity Wardが開発し、2022年10月28日にWindows、PlayStation 4、PlayStation 5、Xbox One、Xbox Series X/Sで発売された。この作品以降、ディスク版のプレイ時にインターネット認証が必須になった。リブート版『CoD モダン・ウォーフェア (2019年のゲーム)』の続編。この作品から『CoD ウォーゾーン (2022年のゲーム)』が実装された。

#### コール オブ デューティ モダン・ウォーフェアIII (2023年のゲーム)
Sledgehammer Gamesが開発し、2023年11月10日にWindows、PlayStation 4、PlayStation 5、Xbox One、Xbox Series X/Sで発売された。リブート版『CoD モダン・ウォーフェアII (2022年のゲーム)』の続編。2024年7月24日 (UTC) よりXbox Game Passが解禁。『CoD ウォーゾーン (2022年のゲーム)』とのクロスプログレッションに対応している。

### ブラックオプスのシリーズ

#### Call of Duty: World at War
北アメリカで2008年11月11日に発売。プラットフォームはWindows・PlayStation 3・Wii・Xbox 360。舞台は再び第二次世界大戦（太平洋戦争、独ソ戦）となる。日本語版は発売されていない。ゲームエンジンは『CoD4 モダン・ウォーフェア』用を拡張したもの。マルチプレイにはシリーズ中初めてCo-op（協力プレイ）モードが搭載される。CoDシリーズで初めてゾンビが登場した。開発は『CoD 3』などを手懸けたTreyarchが担当。『CoD 3』は開発期間が短すぎたが、今回はおよそ倍の期間を費やしているという。全世界の販売本数は1570万本に達した。なお、DS版はその他の機種と内容・シナリオなどが異なる。

#### コール オブ デューティ ブラックオプス
2010年にWindows、macOS、PlayStation 3、Wii、Xbox 360で発売された。製作は『CoD: World at War』などを手がけたTreyarchが担当する。キャンペーンモードでは1960年代の東西冷戦下、ブラックオプスを行っていたCIAエージェントであるアレックス・メイソンを中心に物語が展開する。全世界の販売本数は2620万本に達した。
欧米ではアクティビジョンから11月9日に発売。日本ではスクウェア・エニックスが字幕版・吹替版の発売を担当。この作品から2012年までにリリースされる本シリーズのDLCは全てXbox 360に先行して配信される。シリーズの中でも出血表現が過激となり、CoDシリーズ初のCERO18歳以上のみ対象作品でもある。

#### コール オブ デューティ ブラックオプスII
Treyarchが開発し、スクウェア・エニックスから2012年11月22日に字幕版、同年12月20日に吹き替え版が発売。北アメリカではアクティビジョンから2012年11月13日に発売された。対応機種はWindows、PlayStation 3、Wii U、Xbox 360。『CoD ブラックオプス』の続編で、CoDシリーズで初めて近未来が題材となった。キャンペーンモードでは1980年代の東西冷戦と2025年の架空の冷戦で、メイソン家2世代の物語が描かれる。マルチプレイではシリーズ初のランクシステムが実装され、近未来の架空銃が登場した。キャンペーンモード・ゾンビモードではマルチプレイに収録されなかった銃器も登場している。全世界の販売本数は2420万本に達した。

#### コール オブ デューティ ブラックオプスIII
Treyarchが開発し、2015年11月6日に全世界同時発売された。対応機種はWindows、macOS、PlayStation 3、PlayStation 4、Xbox 360、Xbox One。日本語版のローカライズはアクティビジョンが担当し、吹き替え版と字幕版が初めて統合された。正式にほぼ全媒体でx86ベースのスペックで開発された最初の作品であり、Xbox One版においてはゲームデータのリージョン規制も撤廃され、PlayStation 4 ProでのみEnhanced効果が適用される。『CoD ブラックオプスII』の続編で、時系列は約40年後の2065年（近未来）の地球が舞台になり、キャンペーンモードでは2つの勢力による架空の冷戦が起きている。本作は2015年で最も売れたゲームソフトであり、全世界の販売本数は4300万本に達した。
また、マッチングサーバーがアドバンスドウォーフェアまでは世界中全部のプレイヤー・サーバーがマッチングで同じロビーに集まることが可能になっていたものの、One/PlayStation 4版のブラックオプス3以降はマッチングサーバーがVPNに依存し、しかもサーバー地域を任意に変更できないため原則としてはVPN変更がない限りアジア地域以外とマッチングできない問題が生じていた。この影響で日本で購入したXbox One版でも同様にマッチングがほぼ不可能であり、ブラックオプス4のようなマルチプレイ専用作品ではなおさら実質プレイ不可能な状況に陥っていたものの、モダンウォーフェアでPS,Xbox,PCがすべてクロスプレイできるようになったことからこの影響は緩和された。また、モダンウォーフェアII以降は発売前のベータテストなどでVPN変更を正式に禁止するケースが追加された。

#### コール オブ デューティ ブラックオプス 4
Treyarchが開発し、2018年10月12日にWindows、PlayStation 4、Xbox Oneで発売された。時系列としては『CoD ブラックオプスII』と『CoD ブラックオプスIII』の間の物語を描く。恒例のマルチプレイモード・ゾンビモードに加え、「ブラックアウト」が新モードとして追加される。これは今回シリーズで初めて撤廃されたキャンペーンモードの代わりとなるもので、シリーズ初のバトルロイヤルゲームが展開された。
2018年12月には、マルチプレイとブラックアウトのみ収録した「バトル版」をWindowsで発売した。

#### コール オブ デューティ ブラックオプス コールドウォー
TreyarchとRaven Softwareが開発し、2020年11月13日にWindows、PlayStation 4、PlayStation 5、Xbox One、Xbox Series X/Sで発売された。CoDシリーズで初めてPlayStation 5、Xbox Series X/S版が登場した。時系列としては『CoD ブラックオプス』と『CoD ブラックオプスII』の過去編の間となり、冷戦（Cold War）時代に戻り、キャンペーンモードではアレックス・メイソンが再び登場した。主人公は名前・性別・所属などを選択可能で、シリーズ初のノンバイナリーオプションが実装された。『CoD ウォーゾーン』とのクロスプログレッションに対応している。全世界の販売本数は3000万本に達した。

#### Call of Duty: Black Ops 6
TreyarchとRaven Softwareが開発し、2024年10月25日にWindows、PlayStation 4、PlayStation 5、Xbox One、Xbox Series X/Sで発売された。本作より発売日からXbox Game Passが解禁された。時系列としては『CoD ブラックオプスII』の過去編の後となり、1991年の東西冷戦の終結後が舞台となる。『CoD ウォーゾーン (2022年のゲーム)』とのクロスプログレッションに対応している。

#### Call of Duty: Black Ops 7
TreyarchとRaven Softwareが開発し、2025年11月14日にWindows、PlayStation 4、PlayStation 5、Xbox One、Xbox Series X/Sで発売予定。

### 単発のゲーム

#### コール オブ デューティ ゴースト
Infinity Wardが開発し、スクウェア・エニックスから2013年11月14日に字幕版、12月12日に吹き替え版が発売。北アメリカではアクティビジョンから2013年11月5日に発売された。対応機種はWindows、PlayStation 3、PlayStation 4、Wii U、Xbox 360、Xbox One。今作からXbox OneとPlayStation 4でもリリースされるが、DLCの配信に関しては例年通りXbox 360とXbox Oneが先行する。今作の舞台は、それまでのInfinity Wardが制作したCoDの世界ではなく新しい世界に変わり、いくつかのファンサービス要素を用意しつつも、これまでの流れを断ち切って全く新しいストーリーが展開された。日本のXbox One版のみマルチプレイに不具合があるため現状プレイ不可。全世界の販売本数は1900万本に達した。

#### コール オブ デューティ アドバンスド・ウォーフェア
Sledgehammer Gamesが開発し、スクウェア・エニックスから2014年11月13日に字幕版、12月4日に吹き替え版が発売。北アメリカではアクティビジョンから2014年11月4日に発売された。対応機種はWindows、PlayStation 3、PlayStation 4、Xbox 360、Xbox One。民間軍事会社が台頭した2054年の近未来が舞台となる。今までになかった強化外骨格によるブーストジャンプ、ブーストダッシュ、弾丸の代わりにレーザーを照射する武器などの新要素も追加された。かなり前から供給され続けた任天堂版Codは今作以降廃止されることになったが、同時にこの作品がXbox 360/PlayStation 3における次世代機との同一内容を提供できた最後のCoD作品ともなる。日本語版はスクウェア・エニックスが担当した最後の作品となった。

#### コール オブ デューティ インフィニット・ウォーフェア
Infinity Wardが開発し、海外・国内ともに2016年11月4日に発売された。対応機種はWindows、PlayStation 4、Xbox One。シリーズ初の宇宙戦争をテーマにしており、時代設定は2187年である。ゾンビモードは1980年代を舞台としている。「レガシー版」「ダウンロード特別版」には『CoD モダン・ウォーフェア リマスタード』が付属する。この作品以降、PlayStation 4 ProやXbox One Xのアップコンバートに対応したことでネイティブ解像度が1080pを上回るようになった。

## 基本プレイ無料のゲーム
| 発売日         | 名称                                                                       | 対応機種                                                         | 主な開発元                                                                             | 日本語版の発売元 | CE RO | サービス |
| -------------- | -------------------------------------------------------------------------- | ---------------------------------------------------------------- | -------------------------------------------------------------------------------------- | ---------------- | ----- | -------- |
| 日本未発売     | 使命召唤Online                                                             | Windows                                                          | Raven Shanghai、Activision Shanghai Studio                                             | －               | －    | 終了     |
| 2014年11月     | Call of Duty: Heroes                                                       | iOS、Android                                                     | Faceroll Games                                                                         | アクティビジョン |       | 終了     |
| 2019年10月1日  | コール オブ デューティ モバイル Call of Duty: Mobile                       | iOS、Android                                                     | TiMi Studios                                                                           | アクティビジョン | Z     | 継続     |
| 2020年3月10日  | コール オブ デューティ ウォーゾーン Call of Duty: Warzone                  | Windows、PlayStation 4、Xbox One                                 | Raven Software、Infinity Ward                                                          | アクティビジョン | D     | 終了     |
| 2022年11月16日 | コール オブ デューティ ウォーゾーン (2022年のゲーム) Call of Duty: Warzone | Windows、PlayStation 4、PlayStation 5、Xbox One、Xbox Series X/S | Raven Software、Infinity Ward                                                          | アクティビジョン | D     | 継続     |
| 2024年3月21日  | コール オブ デューティ ウォーゾーン モバイル Call of Duty: Warzone Mobile  | iOS、Android                                                     | Digital Legends Entertainment、Beenox、Activision Shanghai Studio、Solid State Studios | アクティビジョン | Z     | 終了     |

### 使命召唤Online
『使命召唤Online』（英語: Call of Duty Online）は、2012年9月28日に中国国内向けに配信されたファースト・パーソンシューティングゲーム。開発はRaven ShanghaiとActivision Shanghai Studio。対応機種はMicrosoft Windows。2021年8月にサービス終了。

### Call of Duty: Heroes
『Call of Duty: Heroes』（こーる おぶ でゅーてぃ ひーろーず）は、2014年11月にiOS、Androidで配信されたストラテジーゲーム。開発はFaceroll Games。2018年12月22日にサービス終了。

### コール オブ デューティ モバイル
2019年10月1日にリリース。iOSとAndroid向けの基本プレイ無料のモバイルゲームであり、マルチプレイヤーモードとバトルロイヤルモードを搭載する。開発はテンセント傘下のTiMi Studiosが行っている。

### コール オブ デューティ ウォーゾーン
Raven SoftwareとInfinity Wardが開発し、2020年3月10日にWindows、PlayStation 4、Xbox One向けに配信された基本プレイ無料のゲーム。ゲームエンジン「IW 8.0」が採用され、クロスプログレッションに対応しており、『CoD モダン・ウォーフェア (2019年のゲーム)』、『CoD ブラックオプス コールドウォー』、『CoD ヴァンガード』から、全ての銃器とオペレーターが追加された。最大150人のバトルロイヤルゲーム、プランダー、中規模のマップで行われるリサージェンスが搭載され、キャンペーンモードはない。2023年9月にサービス終了した。

### コール オブ デューティ ウォーゾーン (2022年のゲーム)
Raven SoftwareとInfinity Wardが開発し、2022年11月16日に配信された基本プレイ無料のゲーム。対応機種はWindows、PlayStation 4、PlayStation 5、Xbox One、Xbox Series X/S。ゲームエンジン「IW 9.0」が採用され、クロスプログレッションに対応しており、『CoD モダン・ウォーフェアII (2022年のゲーム)』、『CoD モダン・ウォーフェアIII (2023年のゲーム)』、『CoD ウォーゾーン モバイル』、『CoD: Black Ops 6』と接続される。バトルロイヤルゲーム、リサージェンス、エクストラクションモードのDMZを搭載する。配信当初の名称は『コール オブ デューティ ウォーゾーン 2.0』であり、2023年6月に改名された。

### コール オブ デューティ ウォーゾーン モバイル
2024年3月21日にiOS、Androidで配信された。開発はDigital Legends Entertainment、Beenox、Activision Shanghai Studio、Solid State Studios。2025年5月20日にサービス終了。

## スピンオフのゲーム

### 据え置き型ゲーム機のスピンオフ
| 発売日        | 名称 | 対応機種                                         | 主な開発元                       | 日本語版の発売元                 | CE RO |
| ------------- | --- | ------------------------------------------------ | -------------------------------- | -------------------------------- | ----- |
| 2005年        | コール オブ デューティ ファイネストアワー Call of Duty: Finest Hour                                                                    | ニンテンドー ゲームキューブ、PlayStation 2、Xbox | Spark Unlimited                  | カプコン                         | C     |
| 2006年        | Call of Duty 2 Big Red One | ニンテンドーゲームキューブ、PlayStation 2、Xbox  | Treyarch                         | コナミデジタルエンタテインメント | C     |
| 日本未発売    | Call of Duty: World at War - Final Fronts                                                                                              | PlayStation 2                                    | Rebellion Developments           | －                               | －    |
| 2016年11月4日 | コール オブ デューティ インフィニット・ウォーフェア ジャッカルアサルトVR Call of Duty: Infinite Warfare - Jackal Assault VR Experience | PlayStation VR                                   | Infinity Ward、Paper Crane Games | アクティビジョン                 | A     |

#### コール オブ デューティ ファイネストアワー
Spark Unlimitedが開発し、カプコンから2005年10月27日にPlayStation 2・Xboxで発売。北アメリカではアクティビジョンから2004年11月16日にPlayStation 2・Xbox・ゲームキューブで発売された。シリーズ初のコンシューマーゲームでもある。また、主人公（プレイヤーキャラクター）が6名と、シリーズ最多である。本シリーズの主人公は基本的に台詞を発しないが、本作の主人公にはセリフがあり、ムービーのナレーションも行っている。また、主人公の一人であるタニアという女兵士は、シリーズ最初の女主人公である。

#### Call of Duty 2 Big Red One
Treyarchが開発し、コナミデジタルエンタテインメントから2006年6月29日にPlayStation 2で発売。北アメリカではアクティビジョンから2005年11月1日にPlayStation 2・Xbox・ゲームキューブで発売された。従来と異なりアメリカ編のみで構成されている。『CoD 2』とは別の作品である。なお、Big Red Oneとは、アメリカ陸軍第1歩兵師団の愛称。

#### Call of Duty: World at War – Final Fronts
Rebellion Developmentsが開発し、北アメリカでは2008年11月11日にPlayStation 2で発売された。『CoD: World at War』のスピンオフ。日本未発売。

#### コール オブ デューティ インフィニット・ウォーフェア ジャッカルアサルトVR
『コール オブ デューティ インフィニット・ウォーフェア ジャッカルアサルトVR』（英語: Call of Duty: Infinite Warfare - Jackal Assault VR Experience）は、2016年11月4日に『CoD インフィニット・ウォーフェア』と同時に配信されたシューティングゲーム。開発はInfinity WardとPaper Crane Games。対応機種はPlayStation VR。価格は無料。

### 携帯型ゲーム機のスピンオフ
| 名称                                                                                           | 北アメリカ     | 日本           | 対応機種             | 主な開発元          | 日本語版の発売元       | CE RO |
| ---------------------------------------------------------------------------------------------- | -------------- | -------------- | -------------------- | ------------------- | ---------------------- | ----- |
| Call of Duty（N-Gage）                                                                         | 2004年11月10日 |                | N-Gage               | OmegaSoft           |                        |       |
| Call of Duty: Roads to Victory                                                                 | 2007年3月13日  | 未発売         | PlayStation Portable | Amaze Entertainment | －                     | －    |
| コール オブ デューティ4 モダン・ウォーフェア（ニンテンドーDS） Call of Duty 4: Modern Warfare  | 2007年11月5日  | 2008年3月13日  | ニンテンドーDS       | n-Space             | アクティビジョン       | C     |
| Call of Duty: World at War（ニンテンドーDS）                                                   | 2008年11月11日 | 未発売         | ニンテンドーDS       | n-Space             | －                     | －    |
| Call of Duty: Modern Warfare: Mobilized                                                        | 2009年11月10日 | 未発売         | ニンテンドーDS       | n-Space             | －                     | －    |
| Call of Duty: Black Ops（ニンテンドーDS）                                                      | 2010年11月9日  |                | ニンテンドーDS       | n-Space             |                        |       |
| Call of Duty: Modern Warfare 3 – Defiance                                                      | 2011年11月8日  | 未発売         | ニンテンドーDS       | n-Space             | －                     | －    |
| コール オブ デューティ ブラックオプス ディクラシファイド Call of Duty: Black Ops: Declassified | 2012年11月13日 | 2012年12月20日 | PlayStation Vita     | NStigate Games      | スクウェア・エニックス | D     |

#### Call of Duty: Roads to Victory
Amaze Entertainmentが開発し、北アメリカでは2007年3月14日にPlayStation Portableで発売。日本語版は未発売。アメリカ軍第82空挺師団（アヴァランチ作戦、デトロイト作戦、マーケット・ガーデン作戦）、カナダ第1軍団（インファチュエイト作戦、スヘルデの戦い、ブロックバスター作戦）、イギリス・パラシュート降下連隊（マーケット・ガーデン作戦、ヴァーシティー作戦）の戦いを描く。

#### コール オブ デューティ4 モダン・ウォーフェア（ニンテンドーDS）
n-Spaceが開発し、アクティビジョンから2008年3月13日に発売。北アメリカでは2007年11月5日に発売された。対応機種はニンテンドーDS。『CoD4 モダン・ウォーフェア』と同名だが内容は異なる。

#### Call of Duty: World at War（ニンテンドーDS）
n-Spaceが開発し、北アメリカでは2008年11月11日にニンテンドーDSで発売された。日本未発売。

#### Call of Duty: Modern Warfare: Mobilized
北アメリカでは2009年11月10日『CoD モダン・ウォーフェア2』と同日発売。開発元はn-Space、対応機種はニンテンドーDSのみ。日本では未発売となっている

#### Call of Duty: Modern Warfare 3 – Defiance
n-Spaceが開発し、北アメリカでは2011年11月8日にニンテンドーDSで発売された。日本未発売。

#### コール オブ デューティ ブラックオプス ディクラシファイド
NStigate Gamesが開発し、北アメリカではアクティビジョンから2012年11月13日に発売され、同年12月20日にスクウェア・エニックスから日本語版が発売された。対応機種はPlayStation Vita。『CoD ブラックオプス』と『CoD ブラックオプスII』の間の物語が展開される。本作には新要素「ホスタイルモード」が搭載されている。

### モバイルのスピンオフ
| 名称                                        | 北アメリカ     | 日本 | 対応機種       | 主な開発元            |
| ------------------------------------------- | -------------- | ---- | -------------- | --------------------- |
| Call of Duty（J2ME）                        | 2004年         |      | J2ME           | Mforma                |
| Call of Duty 2（J2ME）                      | 2006年         |      | J2ME           | Mforma                |
| Call of Duty 3（J2ME）                      | 2006年         |      | J2ME           | Hands-On Mobile       |
| Call of Duty 2 Pocket PC Edition            | 2007年         |      | Windows Mobile | IonFx                 |
| Call of Duty 4: Modern Warfare（J2ME）      | 2007年         |      | J2ME           | Glu Mobile            |
| Call of Duty: World at War（J2ME）          | 2008年         |      | J2ME           | Glu Mobile            |
| Call of Duty: Modern Warfare 2: Force Recon | 2009年         |      | J2ME           | Glu Mobile            |
| Call of Duty: World at War – Zombies        | 2009年11月16日 |      | iOS            | Ideaworks Game Studio |
| Call of Duty: Black Ops Mobile              | 2010年         |      | J2ME           | Glu Mobile            |
| Call of Duty: Black Ops – Zombies           | 2011年12月1日  |      | iOS、Android   | Ideaworks Game Studio |
| Call of Duty: Strike Team                   | 2013年9月5日   |      | iOS、Android   | The Blast Furnace     |

#### Call of Duty: Modern Warfare 2: Force Recon
『Call of Duty: Modern Warfare 2: Force Recon』（こーる おぶ でゅーてぃ もだん うぉーふぇあ 2 ふぉーす りこん）は、J2ME向けの見下ろし型シューティングゲーム。開発はGlu Mobile。

#### Call of Duty: Strike Team
『Call of Duty: Strike Team』（こーる おぶ でゅーてぃ すとらいく ちーむ）は、iOS、Androidで配信された。ゲームジャンルはファーストパーソン・シューティングとストラテジー。開発はThe Blast Furnace。

## コンピレーション

### Call of Duty: The War Collection
『Call of Duty: The War Collection』（こーる おぶ でゅーてぃ ざ うぉー これくしょん）は、北アメリカでは2010年6月1日にXbox 360で発売された。『CoD 2』、『CoD 3』、『CoD: World at War』のセット。日本未発売。

## 開発中止作品

### Call of Duty: Combined Forces
Spark Unlimitedが開発する『CoD ファイネストアワー』の続編として計画されるも、「まったく新しいゲームを作りたい」というSpark Unlimitedとアクティビジョンが対立し、最終的にアクティビジョンがSpark Unlimitedとの契約を解除したことで2003年に開発中止。

### Call of Duty: Devil's Brigade
Underground Developmentが開発する第二次世界大戦のイタリア戦線を題材とした作品として計画。『CoD4 モダン・ウォーフェア』のゲームエンジンを使用し、PC・Xbox 360・PlayStation 3向けに開発していた。

### Call of Duty: Tactics
Vicarious Visionsが開発する第二次世界大戦を題材とした作品として計画。リアルタイムストラテジーゲームとして開発していた。

### Call of Duty: Real-Time Card Game
Upper Deck Entertainmentが開発する第二次世界大戦を題材とした作品として計画。トレーディングカードゲームで2008年秋に発売が予定されていたものの、開発中止。

### Call of Duty: Vietnam
Sledgehammer Gamesが開発する、ベトナム戦争を題材とした作品として計画。サードパーソン・シューティングゲームでPC・Xbox 360・PlayStation 3向けに開発していたが、2011年10月に同社のグレン・スコフィール氏が「最も開発を中止する可能性が高い作品」と述べ、その後正式に開発中止された。

## アメリカン・コミックス

### 刊行物
| 名称                           | 巻数 | 北アメリカ | 日本 | 発売元                 | 備考                                             | 出典          |
| ------------------------------ | ---- | ---------- | ---- | ---------------------- | ------------------------------------------------ | ------------- |
| モダン・ウォーフェア2 ゴースト | 6    | 2009年     |      | WildStorm              | 『CoD モダン・ウォーフェア2』が題材。            | [ 79 ]        |
| Call of Duty: Black Ops III    | 6    | 2015年     |      | ダークホースコミックス | 『CoD ブラックオプスIII』の前日譚。              | [ 80 ] [ 81 ] |
| Call of Duty: Zombies          | 2    | 2016年     |      | ダークホースコミックス | 『CoD ブラックオプス 4』のゾンビモードの前日譚。 | [ 82 ] [ 83 ] |

### 電子コミック
| 名称                      | 巻数 | 北アメリカ | 日本 | 発売元           | 備考                                       | 出典   |
| ------------------------- | ---- | ---------- | ---- | ---------------- | ------------------------------------------ | ------ |
| Call of Duty: Black Ops 4 | 10   | 2018年     |      | アクティビジョン | 『CoD ブラックオプス 4』が題材。無料公開。 | [ 84 ] |
| Call of Duty: Vanguard    | 6    | 2021年     |      | アクティビジョン | 『CoD ヴァンガード』が題材。無料公開。     | [ 85 ] |

## プロeスポーツ

### Call of Duty Championship
Call of Duty Championship（こーる おぶ でゅーてぃ ちゃんぴおんしっぷ）は、2013年から毎年開催されているトーナメント。作品は『CoD ブラックオプスII』以降の本編。会場はアメリカのバーバンク。

### Call of Duty Pro League
Call of Duty Pro League（こーる おぶ でゅーてぃ ぷろ りーぐ）は、2014年から2019年に開催されたリーグ戦。会場はアメリカのコロンバス。作品は『CoD ゴースト』『CoD アドバンスド・ウォーフェア』『CoD ブラックオプスIII』『CoD インフィニット・ウォーフェア』『CoD ワールドウォーII』『CoD ブラックオプス 4』。2020年にCall of Duty Leagueに置き換えられた。

### Call of Duty World League
Call of Duty World League（こーる おぶ でゅーてぃ わーるど りーぐ）は、2016年から2019年に開催されたトーナメント。スポンサーはPlayStation 4、Scuf Gaming、マウンテンデュー。作品は『CoD ブラックオプスIII』『CoD インフィニット・ウォーフェア』『CoD ワールドウォーII』『CoD ブラックオプス 4』。2020年にCall of Duty Leagueに置き換えられた。

### Call of Duty League
Call of Duty League（こーる おぶ でゅーてぃ りーぐ、略称: CDL）は、2020年から毎年開催されているリーグ戦。作品は『CoD モダン・ウォーフェア (2019年のゲーム)』以降の本編。アクティビジョンが運営し、チームは世界の都市を拠点にする。2025年シーズンは10チームがアメリカ、2チームがカナダに拠点を置いた。

## イベント

### Call of Duty: Experience
Call of Duty: Experience（こーる おぶ でゅーてぃ えくすぺりえんす、略称: Call of Duty: XP）は、2011年と2016年に開催されたイベント。

### Call of Duty: NEXT
Call of Duty: NEXT（こーる おぶ でゅーてぃ ねくすと）は、全世界のインフルエンサーやプロゲーマーが参加し、発売前の新作を体験するイベント。

## その他

### Call of Duty基金
Call of Duty基金（英語: Call of Duty Endowment、略称: C.O.D.E.）は、2009年に設立されたアメリカ合衆国およびイギリスの退役軍人を支援する非営利団体。

### Call of Duty: Elite
Call of Duty: Elite（こーる おぶ でゅーてぃ えりーと）は、『CoD モダン・ウォーフェア3』および『CoD ブラックオプスII』のマルチプレイ向けオンラインサービス。2014年2月にサービス終了。

## 開発元
Infinity Ward、Treyarch、Sledgehammer Gamesが3年ごとのローテーションを組み、更に数社が開発に協力する形で制作されている。
Infinity Ward
- CoD
- CoD 2
- CoD4 モダン・ウォーフェア
- CoD モダン・ウォーフェア2
- CoD モダン・ウォーフェア3
- CoD ゴースト
- CoD  インフィニット・ウォーフェア
- CoD モダン・ウォーフェア (2019年のゲーム)
- CoD モダン・ウォーフェアII

『CoDシリーズ』の生みの親であり、モダン・ウォーフェアシリーズを始めとする作品を開発している。
『メダル・オブ・オナー アライドアサルト』を開発した2015, Inc.を意見の相違（「ヒーロー」ではなく「一兵士」を描きたかったという）によって離れたメンバーが設立した会社であり、そうした経緯や必然的に見られる共通の特徴（スクリプトによる映画的演出など）故に『CoDシリーズ』は『MoHシリーズ』と比較されることが少なくなかった。
『CoD モダン・ウォーフェア2』発売後、開発元であるInfinity Ward社と販売元のアクティビジョン社で報酬を巡る争いが起きた結果、Infinity WardからはCoDを手がけてきたスタッフの多くが離職した。このため、続編の『CoD モダン・ウォーフェア3』はInfinity Ward、Sledgehammer、Raven Softwareの共同で開発が行われた。
Treyarch
- CoD 2 Big Red One
- CoD 3
- CoD: World at War
- CoD ブラックオプス
- CoD ブラックオプスII
- CoD ブラックオプスIII
- CoD ブラックオプス 4
- CoD  ブラックオプス コールドウォー
- CoD: Black Ops 6

ブラックオプスシリーズを始めとする作品を開発している。ゾンビモードを最初に考案したのもTreyarchである。ブラックオプス6以降は開発エディターがInfinity Wardと統合。
Sledgehammer Games
- CoD アドバンスド・ウォーフェア
- CoD ワールドウォーII
- CoD ヴァンガード
- CoD モダン・ウォーフェアIII (2023年のゲーム)

Sledgehammer Gamesは、『DEAD SPACE』で有名なVisceral Gamesの元幹部二人、グレン・A・スコフィールドおよびマイケル・コンドリーにより結成された。「ヴァンガード」以降はInfinity Wardと開発エディタが統合された。
Raven Software
CoD ブラックオプスから開発に協力している。
High Moon Studios
CoD アドバンスド・ウォーフェアから開発に協力している。
Beenox
CoD ブラックオプスIIIから開発に協力している。
Rebellion
- CoD: World at War - Final Fronts

CoDシリーズの開発に携わったのはこれのみで、現在はシリーズとの関わりはない。

### かつて存在した会社
Gray Matter Interactive
- CoD：ユナイテッド オフェンシブ
- CoD 2 Big Red One

Gray Matter Interactiveは、『CoD 2 Big Red One』を制作していたTreyarchに協力し、2005年に同社と合併した。
Pi Studios
- CoD:ユナイテッド オフェンシブ
- CoD 2
- CoD 2 Big Red One
- CoD 3

2011年3月に閉鎖された。
Spark Unlimited
- CoD ファイネストアワー

2015年5月に閉鎖された。
Amaze Entertainment
- CoD: Roads to Victory

2015年に閉鎖された。
n-Space
- CoD4 モダン・ウォーフェア（ニンテンドーDS）
- CoD: World at War（ニンテンドーDS）
- CoD: Modern Warfare: Mobilized

2016年3月に閉鎖された。

## 日本語版の発売元
| 発売日        | 作品 | 日本語版の発売元                           |
| ------------- | --- | ------------------------------------------ |
| 2003 - 2004年 | - CoD - CoD：ユナイテッド オフェンシブ | メディアクエスト                           |
| 2005年        | - CoD ファイネストアワー | カプコン                                   |
| 2006年        | - CoD（廉価版） - CoD 2 | ラッセル                                   |
| 2006年        | - CoD 2（Xbox 360版） - CoD 2 Big Red One | コナミデジタルエンタテインメント           |
| 2007年        | - CoD 3 | スパイク                                   |
| 2007 - 2008年 | - CoD4 モダン・ウォーフェア - CoD4 モダン・ウォーフェア（ニンテンドーDS） | アクティビジョン                           |
| 2009 - 2014年 | - CoD4 モダン・ウォーフェア（PlayStation 3廉価版、Xbox 360廉価版） - CoD モダン・ウォーフェア2 - CoD ブラックオプス（字幕版、吹替版） - CoD モダン・ウォーフェア3（字幕版、吹替版） - CoD ブラックオプスII（字幕版、吹替版） - CoD ブラックオプス ディクラシファイド - CoD ゴースト（字幕版、吹替版） - CoD アドバンスド・ウォーフェア（字幕版、吹替版） | スクウェア・エニックス                     |
| 2015年 - 現在 | - CoD ブラックオプスIII（PC版） - CoD インフィニット・ウォーフェア（PC版） - CoD モダン・ウォーフェア リマスタード - CoD ワールドウォーII - CoD ブラックオプス 4 - CoD モダン・ウォーフェア (2019年のゲーム) - CoD ウォーゾーン - CoD モダン・ウォーフェア 2 キャンペーン リマスタード - CoD ブラックオプス コールドウォー - CoD ヴァンガード - CoD モダン・ウォーフェアII (2022年のゲーム)（Activision Blizzard Japan） - CoD ウォーゾーン (2022年のゲーム) - CoD モダン・ウォーフェアIII (2023年のゲーム)（Activision Blizzard Japan） - CoD: Black Ops 6（Activision Blizzard Japan） | アクティビジョン                           |
| 2015 - 2016年 | - CoD ブラックオプスIII（Xbox 360、Xbox One版） - CoD インフィニット・ウォーフェア（Xbox One版） | 日本マイクロソフト                         |
| 2015 - 2021年 | - CoD ブラックオプスIII（PlayStation 3、PlayStation 4版） - CoD インフィニット・ウォーフェア（PlayStation 4版） - CoD モダン・ウォーフェア リマスタード（PlayStation 4版） - CoD ワールドウォーII（PlayStation 4版） - CoD ブラックオプス 4（PlayStation 4版） - CoD モダン・ウォーフェア（PlayStation 4版） - CoD ブラックオプス コールドウォー（PlayStation 4、PlayStation 5版） - CoD ヴァンガード（PlayStation 4、PlayStation 5版） | ソニー・インタラクティブエンタテインメント |
| 2022 - 2023年 | - CoD モダン・ウォーフェアII (2022年のゲーム)（PlayStation 4、PlayStation 5パッケージ版、流通代理店） - CoD モダン・ウォーフェアIII (2023年のゲーム)（PlayStation 4、PlayStation 5パッケージ版、流通代理店） | KADOKAWA                                   |
| 2024年 - 現在 | - CoD: Black Ops 6（PlayStation 4、PlayStation 5、Xbox One、Xbox Series X/Sパッケージ版） | 日本マイクロソフト                         |

## サウンドトラック
作曲には映画音楽でも著名な作曲家たちが参加しているのも特徴。
マイケル・ジアッキーノが担当した作品。
- CoD
- CoD：ユナイテッド オフェンシブ
- CoD ファイネストアワー

『CoD』制作当時の彼はほとんど無名の作曲家だったが、このシリーズでの音楽が多数の賞を受賞し、これを出世作としてテレビドラマやハリウッド映画界に進出。2009年に『カールじいさんの空飛ぶ家』でアカデミー作曲賞を受賞した。ちなみに彼は『メダル・オブ・オナーシリーズ』の音楽も手がけている。『CoD』には予約特典としてアクティビジョン制作のサウンドトラックCDが添付された。彼の公式サイトでは担当したシリーズの楽曲を視聴することができる。
グレーム・レヴェルが担当した作品。
- CoD 2
- CoD 2 Big Red One

数多くのハリウッド映画のスコアを担当している、ベテランの作曲家。
ジョエル・ゴールドスミスが担当した作品。
- CoD: Roads to Victory
- CoD 3

静かで大人しめだった『CoD2』と対照的な、迫力ある楽曲が特徴。『CoD：RtV』で使われ『CoD3』でもメインテーマとして採用された音楽は公式サイトでも使用されている。サウンドトラックがリリースされている。
ハリー・グレッグソン＝ウィリアムズが担当した作品。
- CoD4 モダン・ウォーフェア
- CoD アドバンスド・ウォーフェア

メインテーマなど数曲を担当。他は彼のスタジオを借りたStephen Bartonによるもの。
ショーン・マーレイが担当した作品。
- CoD: World at War
- CoD: World at War - Final Fronts
- CoD ブラックオプス

『バフィー 〜恋する十字架〜』などの音楽で知られるマーレイは、歴代音楽担当の中で初めてエレクトリックギターなど現代楽器を取り入れた。また、作中にソビエト連邦の国歌も歌われる。
ハンス・ジマーが担当した作品。
- CoD モダン・ウォーフェア2

映画『ブラックホーク・ダウン』や『ティアーズ・オブ・ザ・サン』のような戦争映画のみならず、多彩なジャンルの音楽を手がけるドイツのベテラン作曲家。彼はこれまでに100作品以上の作曲を担当したが、本作が初めてのビデオゲーム・スコアになる模様である。彼が作曲したのはテーマのみで、サウンドトラックはローン・バルフによって作られた。
ブライアン・タイラーが担当した作品。
- CoD モダン・ウォーフェア3

トレント・レズナーが担当した作品。
- CoD ブラックオプスII
- CoD ブラックオプスIII
- CoD ブラックオプス 4
- CoD  ブラックオプス コールドウォー

デヴィッド・バックリーが担当した作品。
- CoD ゴースト

サラ・シャッハナーが担当した作品。
- CoD  インフィニット・ウォーフェア
- CoD モダン・ウォーフェア (2019年のゲーム)
- CoD モダン・ウォーフェアII (2022年のゲーム)

ウィルバート・ロジェ2世が担当した作品。
- CoD ワールドウォーII

ベアー・マクリアリーが担当した作品。
- CoD ヴァンガード

## パートナーシップ
2009年の『CoD モダン・ウォーフェア2』から2014年までアクティビジョンはマイクロソフトと時限的独占契約を結び、全てのダウンロードコンテンツ（DLC）がXbox 360で数週間先行配信された。2015年の『CoD ブラックオプスIII』以降はソニー・インタラクティブエンタテインメントが時限独占を結び、PlayStation 4でのDLCの先行配信が行われた（ゾンビモードと一部オペレーター、独占スキン、DLCの一部は1年間の独占期間が設けられていたため事実上のPS独占となっていた）。マイクロソフトによるアクティビジョン・ブリザード買収の審査過程において、2025年1月までソニーが宣伝権利を保有および独占していることが判明している。2023年10月の買収完了により、プラットフォーム間の泥仕合は買収直後の発売となった『CoD モダン・ウォーフェアIII (2023年のゲーム)』で最後となったが買収後も既存の独占契約は維持することを宣言していたため『MWIII』発売1周年となる2024年11月10日まで続いた。
また、上記審査過程の中でジム・ライアンはPlayStationにおいてCoDの（宣伝、コンテンツ、DLC等の独占）権利はハード展開における生命線であり、買収された場合はPSのハード展開、およびPSのファーストパーティー作品の開発に大きな支障が出ると発言している。米連邦取引委員会は、「CoDがPSから除外されれば、ソニーなどの競合会社に損害を与える」と主張した。そこでマイクロソフトは全てのアクティビジョン・ブリザードのIPを2027年まで提供することを提案するが合意に至らず、その間にValve Corporationおよび任天堂に対してCoDを含めた全てのIPを10年間提供する契約を締結している。これを受け、2023年7月に今後10年間PSにCoDシリーズのみを継続して提供を受けることで合意した。

## 主な記録
| 日付           | 記録                                                                    | 組織           | 出典    |
| -------------- | ----------------------------------------------------------------------- | -------------- | ------- |
| 2012年3月31日  | Most played shooter videogame                                           | ギネス世界記録 | [ 128 ] |
| 2013年6月1日   | Best-selling shooter videogame series                                   | ギネス世界記録 | [ 129 ] |
| 2014年7月11日  | Best-selling shooter videogame series for PlayStation 3 (PlayStation 3) | ギネス世界記録 | [ 130 ] |
| 2014年7月11日  | Best-selling shooter videogame series for Wii                           | ギネス世界記録 | [ 131 ] |
| 2014年7月11日  | Best-selling shooter videogame series for Xbox 360                      | ギネス世界記録 | [ 132 ] |
| 2020年2月4日   | Most units shipped for a first-person-shooter series                    | ギネス世界記録 | [ 133 ] |
| 2020年3月31日  | Most prolific first-person shooter (FPS) videogame series               | ギネス世界記録 | [ 134 ] |
| 2024年10月30日 | Best-selling first-person shooter (FPS) videogame series                | ギネス世界記録 | [ 135 ] |

## 反応

### 売上本数
| 日付       | 販売本数（本） | 出典    |
| ---------- | -------------- | ------- |
| 2013年6月  | 1億6205万      | [ 129 ] |
| 2016年1月  | 2億5000万      | [ 136 ] |
| 2019年5月  | 3億            | [ 137 ] |
| 2021年4月  | 4億            | [ 138 ] |
| 2024年10月 | 5億            | [ 139 ] |

いくつかの作品がベストセラーゲームソフトのトップ50に名を連ねている。

CoDシリーズは、最も売れたアメリカ製のゲームフランチャイズである。アメリカ国内では、多くの作品がゲームソフトの年間売り上げで1位を獲得している。

### レビュー
アメリカのレビュー収集サイト「Metacritic」では、『CoD』、『CoD4 モダン・ウォーフェア』、『CoD モダン・ウォーフェア2』が「Must-Play」として評価されている。

日本の家庭用ゲーム雑誌『ファミ通』のクロスレビューでは、多くの作品が「プラチナ殿堂入り」を果たしている。

### ライバル
ミリタリー系シューターの「元祖」とも言われることのある『メダル・オブ・オナー』シリーズとは2000年代においてライバル関係にあった。2014年頃には、本シリーズと『バトルフィールド』シリーズがファーストパーソン・シューティングゲームの2大巨頭とされ、比較されることが多かった。2021年8月時点で、『バトルフィールド』フランチャイズは約8,800万本に留まり、CoDフランチャイズは約4億本を売り上げた。

## 関連作品
- 007 慰めの報酬（Quantum of Solace） - 映画『007/慰めの報酬』を題材としたビデオゲームで、ゲームエンジンに『CoD4 モダン・ウォーフェア』のものを使用。開発も『CoD 3』や『CoD: World at War』のTreyarchである。日本ではスクウェア・エニックスから発売されている。

## 備考
- 漫画『こちら葛飾区亀有公園前派出所』に登場。主人公の両津勘吉がファン。テレビゲームとサバイバルゲーム好きの両津は全シリーズプレイしており、キルレシオが9という超高評価を保持し、FPSの界隈では「突スナ（突撃スナイパー）のryotu」として有名になる程やり込んでいる[要出典]。